# Прянишников, Игорь Степанович
Игорь Степанович Прянишников (1926, Электросталь, Московская губерния — 1999) — советский учёный и хозяйственник, лауреат Государственной премии СССР и УССР в области науки и техники (1980).

## Биография
Родился в 1926 году в городе Затишье (ныне — Электросталь). Окончил среднюю школу, в 1948 году — Московский институт стали и сплавов.
Работал инженером на Волгоградском заводе «Красный Октябрь». С 1950 года — на заводе «Электросталь»: начальник смены, заместитель начальника цеха, начальник технического отдела, секретарь парткома завода.
В 1962 году назначен главным инженером, с 1965 года — директор завода. Под его направлении строились новые цеха, создавался комплекс производства, проводилась реконструкция.
С декабря 1978 по май 1986 года — заместитель министра чёрной металлургии по капитальному строительству.
Избирался членом бюро областного и городского комитетов партии, депутатом областного и городского Советов народных депутатов.

## Награды
- Орден Ленина;
- Орден Октябрьской Революции;
- Орден Трудового Красного Знамени;
- Государственная премия СССР;
- Государственная премия УССР (1980) — «Разработка основ, создание и внедрение в промышленность технологии и оборудование для плазменно выплавки слитков сталей и сплавов из заготовок и некомпактной шихты» — в составе коллектива: Асоянц Григорий Баградович, Григоренко Георгий Михайлович, Забарило Олег Семенович, Клюев Михаил Маркович, Лакомский Виктор Иосифович, Чвертко Анатолий Иванович, Торхов Геннадий Фёдорович, Феофанов Лев Петрович (посмертно), Шехтер Семен Яковлевич;
- Почётный гражданин города Электросталь;
- медали.